# Línea 302 (Buenos Aires)
La línea 302 de colectivos es una línea de transporte automotor urbano del Gran Buenos Aires. Realiza el trayecto Estación Morón - Moreno - Liniers. Es operada por Empresa Del Oeste S.A.T.
Tiene una flota de aproximadamente 30 coches.

## Lugares de interés
- Estación Morón
- Plaza Oeste
- Cruce de Avenida Vergara y Autopista Acceso Oeste
- Autopista Acceso Oeste
- Moreno
- Autopista Acceso Oeste
- Al Oeste Shopping (ex Showcenter Haedo)
- Estación Ramos Mejía
- Avenida General Paz, altura Avenida Rivadavia
- Liniers

- Datos: Q5986180